# Egerbocs, Heves
Egerbocs  este un sat în districtul Eger, județul Heves, Ungaria, având o populație de 605 locuitori (2011). 

## Demografie
Componența etnică a satului Egerbocs
     Maghiari (97,24%)
     Romi (1,77%)
     Români (0,98%)
Componența confesională a satului Egerbocs
     Reformați (2,48%)
     Fără religie (1,98%)
     Necunoscută (95,04%)
     Ortodocși (0,5%)
     Alte religii (0,66%)
Conform recensământului din 2011, satul Egerbocs avea 605 locuitori. Din punct de vedere etnic, majoritatea locuitorilor (97,24%) erau maghiari, cu o minoritate de romi (1,77%). Nu există o religie majoritară, locuitorii fiind reformați (2,48%) și persoane fără religie (1,98%). Pentru 95,04% din locuitori nu este cunoscută apartenența confesională.